# 비쇼프스하임안데어뢴

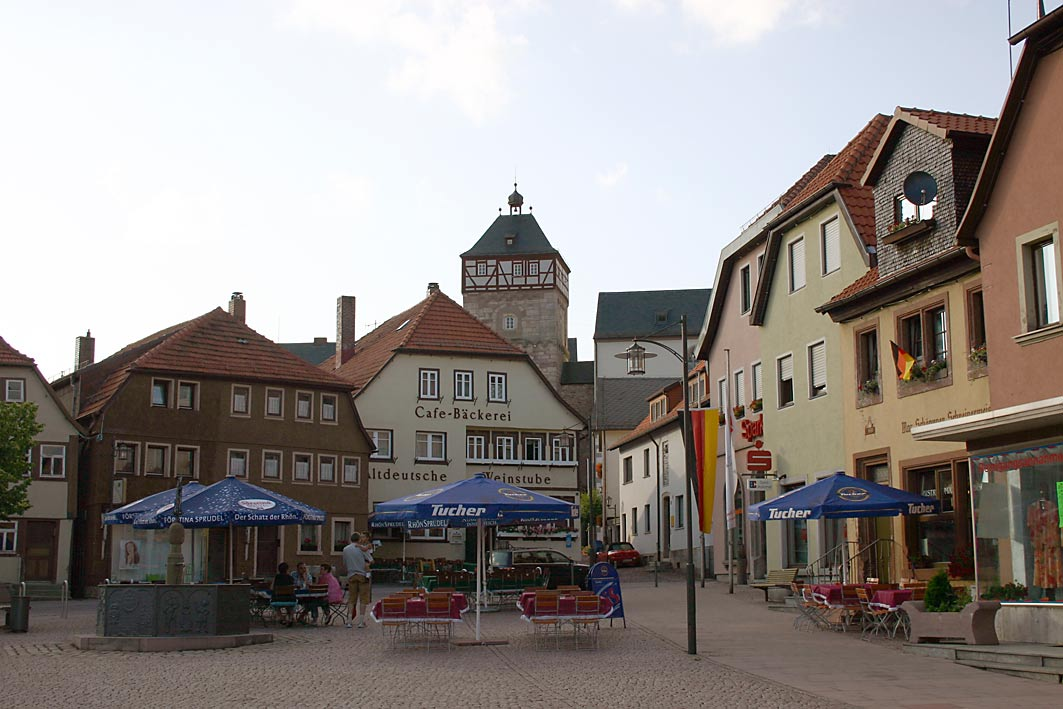
비쇼프스하임안데어뢴

비쇼프스하임안데어뢴(독일어: Bischofsheim an der Rhön)은 독일 바이에른주에 위치한 도시로 면적은 67.72km2, 높이는 448m, 인구는 4,698명(2015년 12월 31일 기준), 인구 밀도는 69명/km2이다. 뢴산맥(Rhön)과 접하며 풀다에서 남동쪽으로 29km 정도 떨어진 곳에 위치한다.

시 문장